# سفر به مرکز زمین (فیلم ۱۹۹۳)
سفر به مرکز زمین (انگلیسی: Journey to the Center of the Earth) یک تله‌فیلم آمریکایی-کانادایی است که در سال ۱۹۹۳ منتشر شد.

## بازیگران
- کیم میوری
- جان نویل
- جفری نردلینگ
- تیم راس
- کارل استریکن
- فابیانا یودینیو
- اف. موری آبراهام